# Imperio huno
El Imperio huno fue fundado por los hunos, un pueblo asiático que tuvo gran relevancia en el siglo IV. Realizaron profundas incursiones en Europa (hasta Francia) y en Asia (hasta India).
El origen de los hunos se encuentra en Asia Central. Esta era por entonces una "confederación" de pueblos nómadas que basaban su vida en el cuidado del ganado. De entre esos pueblos, aparecen dos ramas: los hunos blancos (conocidos también por el nombre de heftalíes) y otra rama que, a finales del siglo IV, descendieron por los valles del Volga (actual Rusia), mientras la primera descendía por los valles del río Oxus (nombre en griego del río Amu Daria que atraviesa gran parte de los países de Asia Central).
El movimiento de los hunos por Asia Central comenzó por el actual Turkmenistán hacia India. Ocuparon las zonas de Sogdiana y Bactriana, después penetraron por Irán y por India por el Noroeste, llegando a India Central, aprovechando la gran desestabilización del imperio de los Gupta a finales del siglo V.
El movimiento de los hunos hacia Europa se produjo hacia el año 370. Produjo una gran desestabilización de los pueblos bárbaros asentados en Europa Central y Oriental. Los hunos consiguieron asentarse en las orillas del Danubio, donde entablaron conversaciones amistosas con el Imperio romano, a quien ayudó en sus guerras con los germanos.
La llegada al poder de Atila produjo la unión en un estado, un gran imperio huno. Atila saqueó las tierras del Imperio romano hasta su muerte en el año 453, que a su vez significó el desmoronamiento de su imperio.

## Origen
El origen de los hunos que se asentaron en Europa durante el siglo IV es todavía incierto. Sin embargo, los principales historiadores los consideran como un grupo de tribus nómadas de Asia Central con orígenes mezclados. Los hunos probablemente fueron étnicamente diversos, debido a un proceso etnogenético de asimilación cultural. Parece que usaron el idioma gótico como lingua franca.

## Campañas tempranas
Los antiguos registros sugieren que los hunos habían estado asentados en las tierras del noroeste del mar Caspio a principios del siglo IV. A finales de este, sobre el 361, los hunos del Caspio se movilizaron, destruyendo a la tribu de alanos situada al oeste. Continuaron hacia poniente y desbarataron el reino ostrogodo. En el 395 los hunos cruzaron las montañas del Cáucaso y devastaron Armenia, conquistaron Erzurum, asediaron Edesa y Antioquía y llegaron incluso a Tiro, en Siria.

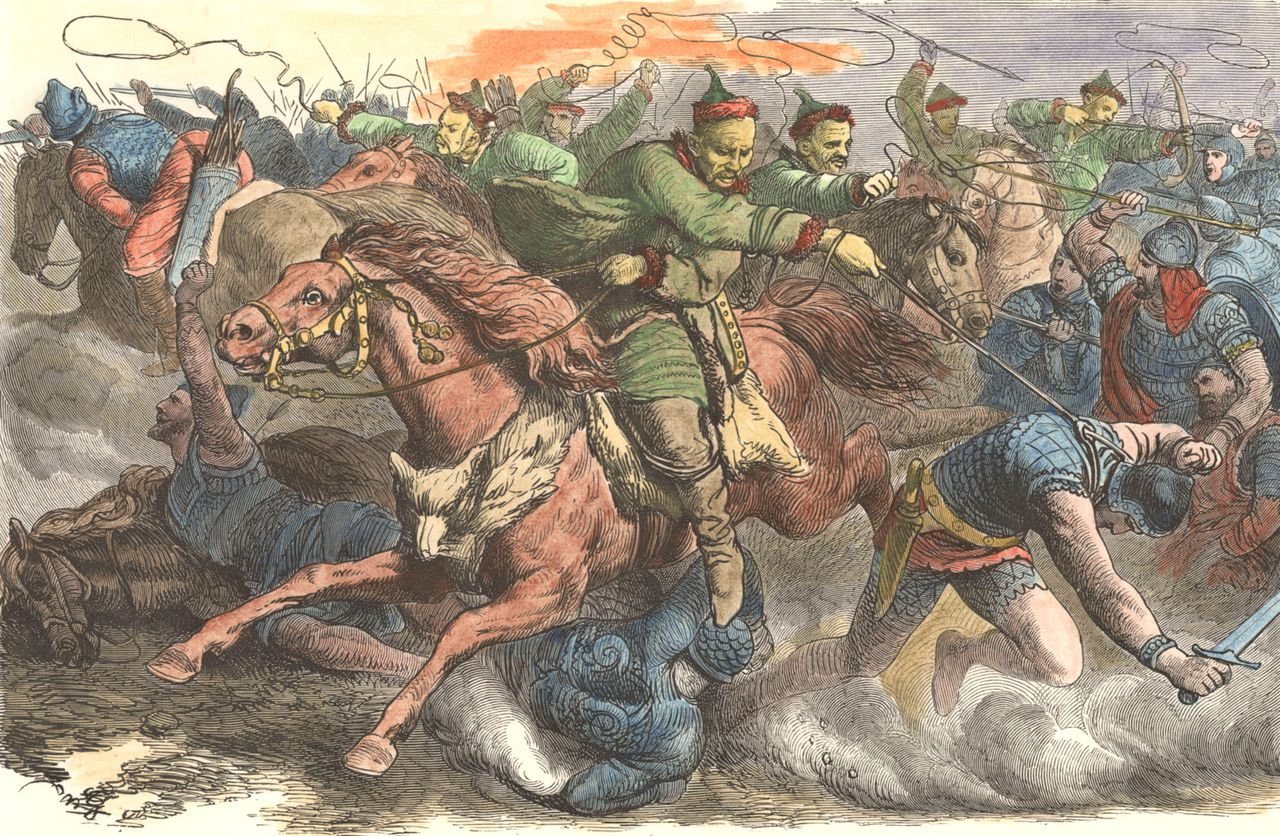
Los hunos luchando contra los alanos por Johann Nepomuk Geiger, 1870

En el año 408, el huno Uldin atacó la provincia romana de Mesia, pero su ataque había sido previsto y fue repelido, lo que forzó a Uldin a retirarse.

## Consolidación
Pese a todos sus tempranos logros, los hunos seguían estando muy desunidos políticamente como para llevar a cabo una campaña seria. Más que un imperio, era una confederación de tribus.
A partir del año 420, un jefe llamado Octar empezó a unir a todas las separadas tribus de hunos bajo su estandarte. Lo sucedió su hermano Rugila, que se convirtió en el caudillo de la confederación huna que cohesionó a los hunos y les dio un objetivo común. Rugila dirigió a los hunos en una campaña contra el Imperio romano de Occidente, coligado con el general romano Aecio. Esto dio a los hunos más notoriedad y poder. También planeó una gran invasión del Imperio romano de Oriente, pero murió antes de llevarla a cabo. Le sucedieron sus dos sobrinos, Atila y Bleda, que reinaron conjuntamente, repartiéndose los territorios pero manteniendo la unidad de la confederación.

## Bajo el doble reinado

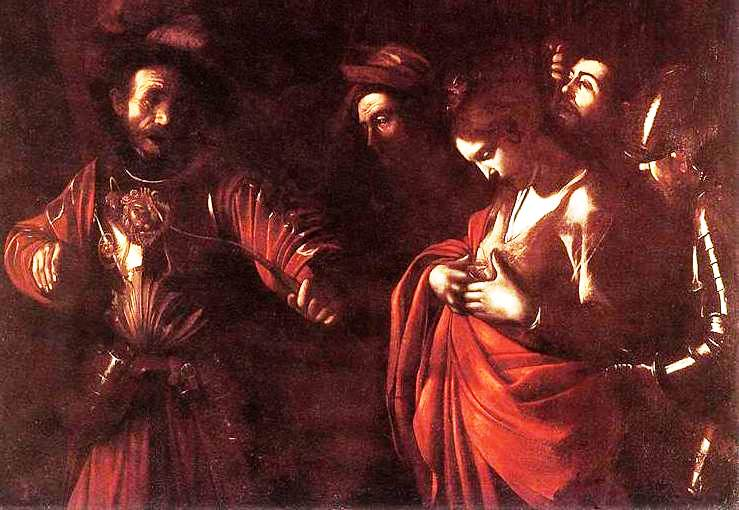
Un rey huno matando a santa Úrsula con una flecha al rechazar ella el matrimonio. El Martirio de Santa Úrsula por Caravaggio, 1610.

Atila y Bleda fueron tan ambiciosos como el rey Rugila. Forzaron al Imperio romano de Oriente a firmar el Tratado de Margo, que concedió a los hunos, entre otras cosas, derechos de comercio y un tributo anual que debían pagar los romanos más de 1 110.000. Con la frontera del sur protegida por el tratado, los hunos pudieron desviar toda su atención a las tribus del este.
Sin embargo, cuando los romanos no entregaron el estipulado tributo anual e incumplieron algunas otras cláusulas del Tratado de Margus, los dos reyes hunos volvieron a centrar su atención en el Imperio romano de Oriente. La guerra estalló entre los dos imperios y los hunos se aprovecharon la debilidad del ejército romano en la región para arrasar Margus, Singidunum y Viminacium. Aunque en 441 se firmó un tratado de no agresión, la guerra se reanudó dos años después al no entregar nuevamente los romanos el tributo. En esta campaña, el ejército huno se acercó alarmantemente a Constantinopla, saqueando Sárdica, Arcadiópolis y Filipópolis en su camino. Tras sufrir una completa derrota en la batalla de Quersoneso, el emperador romano de Oriente Teodosio II aceptó las exigencias de los hunos y firmó la Paz de Anatolio en el otoño del año 443. Los hunos retornaron a sus tierras, más ricos que nunca.
Bleda murió en el año 445, dejando a Atila solo en el cargo de rey de los hunos.

## El imperio de Atila

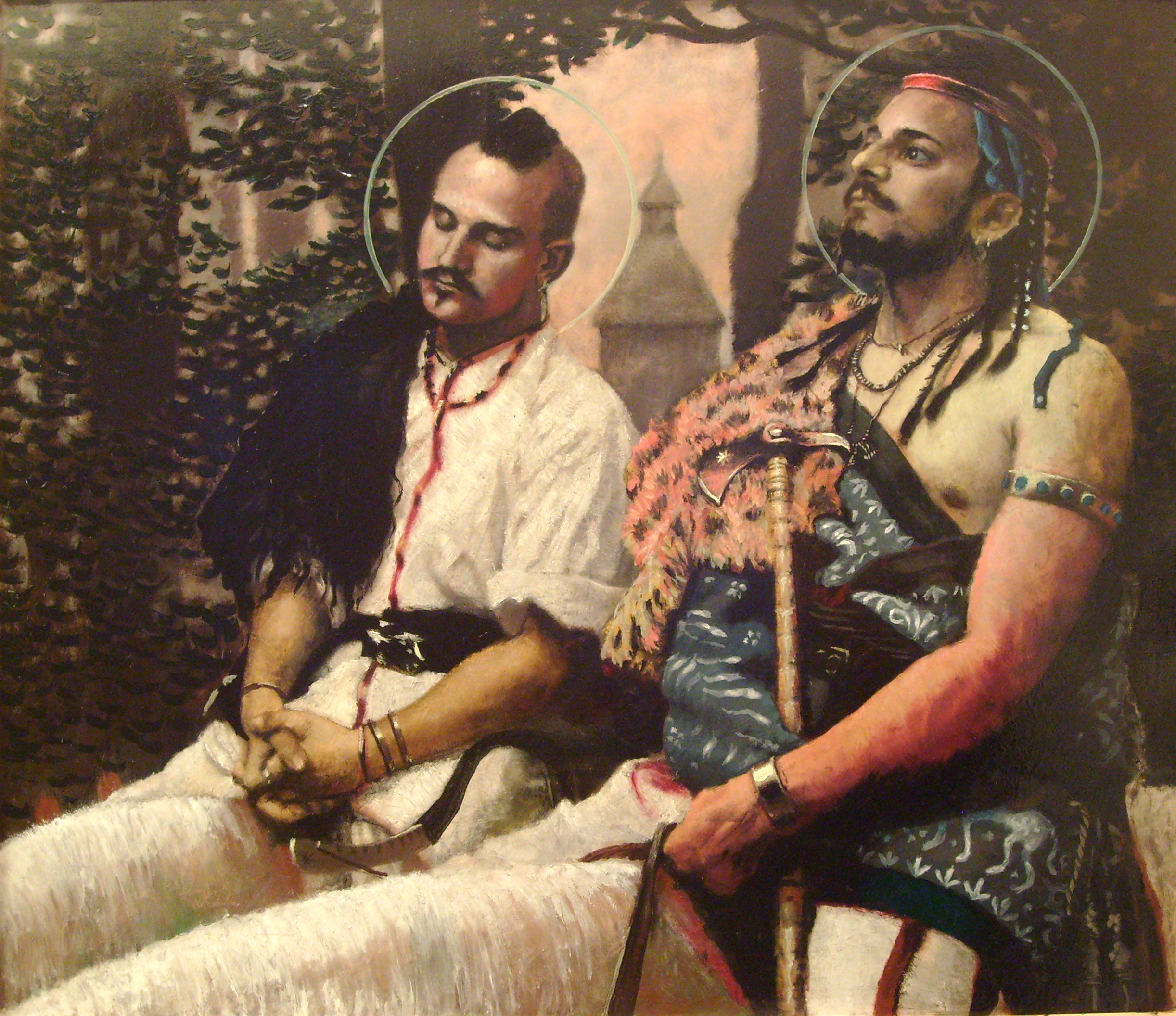
Bleda y Atila, mientras rezan, por Tamás Tulipán

Con su hermano fallecido y como único rey de los hunos, mantuvo el poder de manera indiscutible sobre sus súbditos. En el 447, Atila volvió a los hunos de nuevo contra el Imperio romano de Oriente. Su invasión de los Balcanes y Tracia fue devastadora según un registro, arrasó más de setenta ciudades. El Imperio romano ya tenía bastantes problemas internos, como hambruna o plagas, así como disturbios y varias series de terremotos en Constantinopla. Solo la rápida reconstrucción de sus murallas permitió a la capital evitar la conquista. La victoria de los hunos sobre los romanos los había dejado virtualmente sin desafíos en la tierra de los romanos y solo las enfermedades los obligaron a retirarse, cuando habían llevado a las hordas hasta las Termópilas.
La guerra contra el Imperio romano de Oriente terminó al fin en el 449 con la firma de la Tercera paz de Anatolio.
A pesar de sus incursiones en el Imperio romano de Oriente, los hunos siguieron manteniendo buenas relaciones con el de Occidente; esto era en gran parte gracias al poderoso general romano Flavio Aecio (señor de hecho del imperio occidental), de cuya amistad gozaban debido a la estancia que el romano había pasado con ellos. Todo esto cambió en el año 450, cuando Honoria, hermana del emperador Valentiniano III, envió a Atila un anillo y le pidió ayuda para escapar de su compromiso matrimonial con un senador. Aunque realmente no se sabe si Honoria lo hizo porque pretendía proponer matrimonio a Atila, este se lo tomó como tal. El monarca huno reclamó la mitad del Imperio romano de Occidente como dote. A las fallidas relaciones, se añadió una disputa que surgió entre Atila y Aecio referente al heredero legítimo del trono de los francos salios. Asimismo, las repetidas incursiones en el Imperio de Oriente habían dejado poco que saquear en el este.
En 451, las fuerzas de Atila entraron en la Galia y reclutaron guerreros de las tribus francas, godas y burgundias según avanzaban. Una vez en la Galia, los hunos atacaron Metz y continuaron hacia el oeste, pasando tanto Lutecia como Troyes para asediar Orléans.
El emperador Valentiniano III encomendó a Aecio el socorro de Orléans. Reforzados por las tropas francas y visigodas bajo el mando del rey Teodorico, las fuerzas romanas se encontraron con los hunos en la que sería conocida como la batalla de Châlons. Pese a acabar con una derrota táctica de Atila que frustró sus planes respecto a la Galia y lo obligó a retirarse del imperio, las trascendencia macrohistórica de la victoria de los romanos y sus aliados es un asunto controvertido.

Itinerario desde la invasión de la Galia en 451 hasta la batalla de los Campos Catalaunicos

Al año siguiente, Atila renovó sus exigencias sobre Honoria y los territorios del Imperio romano de Occidente. Dirigiendo sus hordas a través de los Alpes entró en la península itálica, saqueando y arrasando Aquilea, Vicetia, Verona, Brixia y Milán. Al final, retiró sus tropas tras haber llegado a las puertas de Roma, tras ver al papa León I. Atila marchó sin Honoria y sin su dote.
Desde la cuenca cárpata, se preparó para atacar Constantinopla. Antes de emprender sus planes, se casó con una mujer germana llamada Ildico. En el año 453, murió de una hemorragia nasal en su noche de bodas.

## Después de Atila
A Atila le sucedió su hijo mayor, Elak. Sin embargo, los otros hijos de Atila, Dengizik y Ernak, disputaron el trono a Elak. Aprovechando la situación, las tribus subyugadas se alzaron en rebelión. Un año después de la muerte de Atila, los hunos fueron derrotados en la batalla de Nedao. En el año 469, Dengizich, el último rey huno y sucesor de Elak, murió. Esta fecha marca el fin del imperio huno.

## Cronología

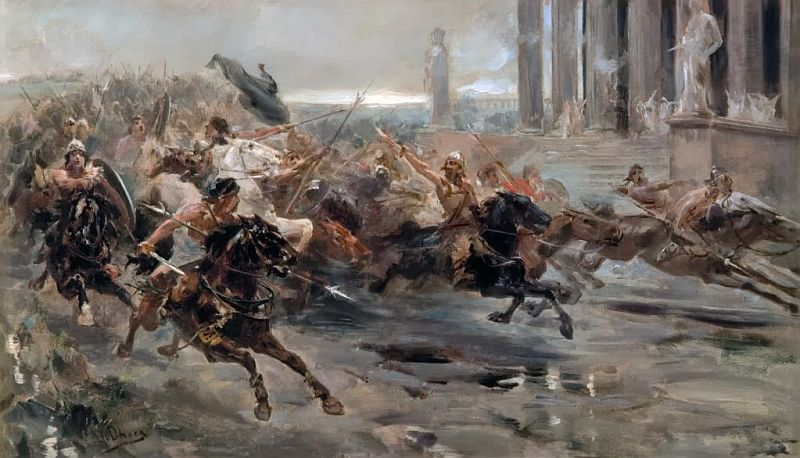
Los hunos surgiendo sobre Italia, lienzo de Ulpiano Checa, 1887.

La era de los hunos, desde el 73 en China hasta el 484 en Persia, pasando por Europa, experimentó un período de migración que comenzó en 316 con una invasión del norte de China, que terminó en Europa en 455 pero continuó en Persia después de 484.
- 73-91: guerra de los hunos (xiongnu o Hsioung-nou) en China.
- 316: los hunos invaden el norte de China: inicio del «Imperio huno».
- 350: los hunos invaden  Persia y la India.
- 352-354: los hunos subyugan al pueblo iraní de los alanos, establecido en el norte del Cáucaso.
- 357: los alanos se unen al ejército de los hunos en Asia occidental.
- 371: el imperio de los ostrogodos está en manos de los hunos; extensión de la confederación húnica en Europa.
- 375: fuerte empuje de los hunos que derrotan a los ostrogodos de la estepa póntica, establecidos al norte del mar Negro.
- 376: los visigodos que han ocupado parte de Dacia durante 150 años, piden a los romanos, bajo presión de los hunos, permiso para cruzar el bajo Danubio. El permiso es acordado.
- 378: invasion de la Tracia por los godos y otros pueblos (entre ellos los taifalos y los carpos) en rebelión contra las molestias impuestas por los funcionarios romanos, pero especialmente debido a la hambruna que también empujó a la confederación húnica tras el cambio climático que hubo en toda Eurasia.
- 395: nacimiento de Atila, futuro rey de los hunos.
- 400: captura y ejecución del general godo Gaïnas por el jefe huno Uldin.
- 422: el emperador Teodosio II acepta pagar tributo a los hunos a cambio de la paz.
- 423: 40 000 hunos se incorporan como mercenarios al ejército romano.
- 430: los hunos heftalitas, establecidos en Asia central, atacan Persia.
- 430: el Imperio romano de Oriente paga un tributo anual de 113 kg de oro  a los hunos.
- 434: comienzo del reinado de Atila.
- 434: Ruga comparte el poder sobre los hunos entre sus dos sobrinos Atila y su hermano Bleda antes de morir.
- 434: los hunos duplican el tributo de Roma (226 kg de oro).
- 435: Tratado de Margus.
- 436: los burgundios son derrotados en la batalla de Wörms por los mercenarios hunos del Imperio romano.
- 443: en agosto, la primera «paz de Anatolio» con el Imperio romano de Oriente.
- 445: Atila asesina a su hermano Bleda y se convierte en el único líder de los hunos.
- 447: los hunos liderados por Atila cruzan el Danubio, invaden Tracia.
- 447: los hunos obligan a los romanos a pagar un alto precio (tres veces el anterior).
- 447: los hunos invaden la Panonia y Mesia.
- 451: Atila, líder de los hunos, invade la Galia romana (ver dominio galorromano).
  - el 7 de abril de 451 , los hunos quemaron Metz.
- 451: los hunos prefieren evitar París. La leyenda cristiana atribuye este milagro a santa Genoveva.
- 451: Auxerre es más fácil de tomar: es saqueado. Fraterne, el obispo que no realizó un milagro, es reemplazado por Alodio.
- 451: los hunos fracasan frente a Orleans gracias a la llegada del ejército romano de Aecio. La leyenda cristiana atribuye este nuevo milagro al obispo san Aignan.
  - septiembre: los hunos son duramente golpeados en la batalla de los Campos Cataláunicos (cerca de Troyes) por Aecio, ayudado por los francos y los visigodos aliados en Roma.
- 452: los hunos invaden Italia y saquean varias ciudades del norte, incluidas Padua y Verona.
- 452: los primeros pueblos sobre pilotes alrededor de Venecia son fundadas por refugiados romanos de Padua y de Aquileia, que huyen de los hunos.
- 453: muerte de Atila: la mayoría de los pueblos germánicos retiran entonces su lealtad a los hunos.
- 454: Batalla  de Nedao, derrota de los hunos, victoria de Aldarico, rey de los gépidos.
- 455: guerras de sucesión, fin de la confederación huna en Europa.
- 455: Skandagupta derrota la invasión de los hunos y se convierte en emperador de la India.
- 465: los hunos conquistan la llanura de Gandhara en el norte de la India.
- 475: los hunos aplastan a los ejércitos del derrotado Imperio gupta.
- 477: Sakala se convierte en la capital de los hunos en el norte de la India.
- 484:  los hunos derrotan a los  persas, comandados por el sah Pérôz.
- ca. 500: de la antigua confederación de los hunos, dos grupos irano-turcos, se despliegan a ambos lados del Don: al este, los onoguros, y, al oeste, los cutriguros (respectivamente oguces  «orientales» y «occidentales»).
- 565: los persas y los turcos luchan juntos contra los  hunos heftalitas y se dividen la Bactria, conquistada en común.